# Marta Belmonte
Marta Belmonte Ibáñez (Barcelona, 27 de septiembre de 1982) es una actriz española conocida por interpretar a Silvia Orestes en Servir y proteger, Mónica Báez en Los Favoritos de Midas y Marta de la Reina en Sueños de libertad.

## Biografía
Inició su etapa como intérprete en el Col.legi del Teatre de Barcelona, complementando su formación con seminarios y workshops en distintas técnicas y estilos, especialmente aquellas que profundizan en el teatro más físico como Lecoq en Estudis de Teatre, Michael Chéjov o workshops con el Roy Hart Centre Artistique. 
En octubre de 2018 se anunció su fichaje por Servir y proteger, serie diaria de La 1 interpretando a la inspectora de policía Silvia Orestes, estando presente en más de 200 capítulos.
A finales de 2023 se confirmó su ficha por Sueños de libertad, serie diaria de Antena 3 para interpretar a Marta de la Reina, junto con Alba Brunet, Alain Hernández, Natalia Sánchez, Daniel Tatay, entre otros.El papel de Marta de la Reina le ha supuesto un gran éxito nacional e internacional, ganándose la admiración del público.

## Filmografía

### Cine
| Año  | Título                             | Personaje        | Notas        |
| ---- | ---------------------------------- | ---------------- | ------------ |
| 2002 | Desire on a Fall Afternoon         | Ana              | Cortometraje |
| 2004 | Estúpidos, basado en hechos reales | Presentadora     | Cortometraje |
| 2005 | Cineastas contra magnates          | Ella misma       | Presentadora |
| 2005 | Cineastas en acción                | Ella misma       | Presentadora |
| 2007 | Cinemart                           | Prostituta       |              |
| 2010 | Campamento Flipy                   | Violeta          |              |
| 2014 | Asmodexia                          | Inspectora Diana |              |
| 2019 | Gente que viene y bah              | Rebeca Ramos     |              |

### Televisión

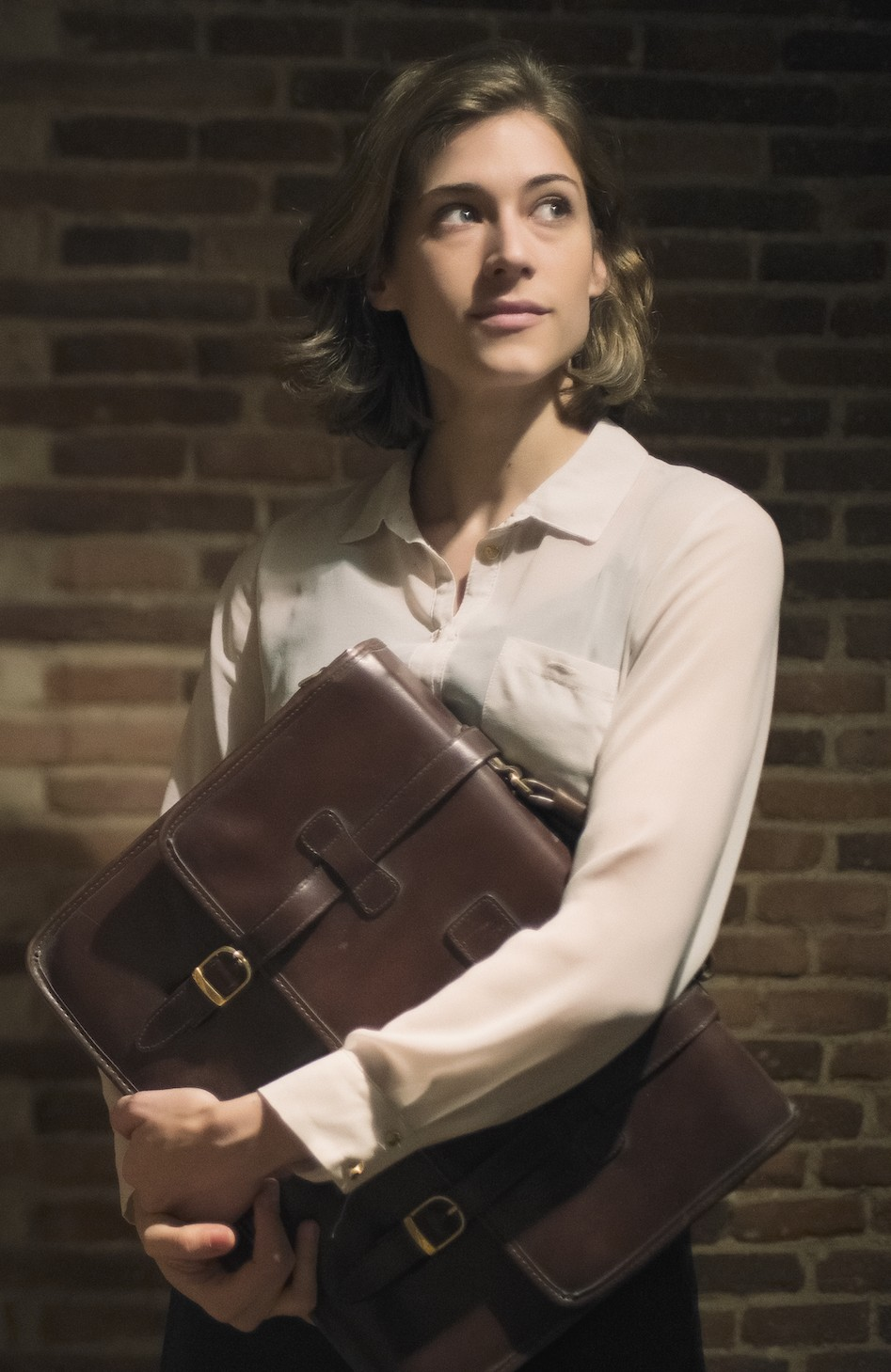
Marta Belmonte en Juicio a Don Juan, Festival de Almagro 2014.

| Año             | Serie                      | Canal          | Personaje             | Notas         |
| --------------- | -------------------------- | -------------- | --------------------- | ------------- |
| 2003            | Jet lag                    | TV3            |                       | 1 episodio    |
| 2005            | Ventdelplà                 | TV3            | Amaia                 | 1 episodio    |
| 2006            | Los simuladores            | Cuatro         |                       | 2 episodios   |
| 2007            | Hospital Central           | Telecinco      | María José            | 3 episodios   |
| 2007            | Círculo rojo               | Antena 3       | Belén                 | 10 episodios  |
| 2007 - 2008     | Desaparecida               | La 1           | María                 | 2 episodios   |
| 2009            | El porvenir es largo       | La 1           | Natalia Echevarría    | 64 episodios  |
| 2009            | Los misterios de Laura     | La 1           | Vanessa López         | 1 episodio    |
| 2010            | Valientes                  | Cuatro         | Juana Gómez Acuña     | 45 episodios  |
| 2011            | Ángel o demonio            | Telecinco      | Bárbara               | 1 episodio    |
| 2011            | Piratas                    | Telecinco      |                       | 2 episodios   |
| 2011; 2013      | Gran Reserva               | La 1           | Nuria Asensi          | 8 episodios   |
| 2012            | Kubala, Moreno i Manchón   | TV3            |                       | 1 episodio    |
| 2013            | Familia                    | Telecinco      | Marina                | 1 episodio    |
| 2014            | Isabel                     | La 1           | Ana de Bretaña        | 7 episodios   |
| 2015            | La que se avecina          | Telecinco      | Bibi                  | 1 episodio    |
| 2018 - 2019     | Servir y proteger          | La 1           | Silvia Orestes        | 247 episodios |
| 2020            | Los favoritos de Midas     | Netflix        | Mónica Báez           | 6 episodios   |
| 2021            | La Fortuna                 | Movistar Plus+ | María Esperanza       | 1 episodio    |
| 2023            | Isla brava                 | Vix            | Samantha Cruz         | 7 episodios   |
| 2024            | Una vida menos en Canarias | Atresplayer    | Camila Salazar Turino | 1 episodio    |
| 2024 - presente | Sueños de libertad         | Antena 3       | Marta de la Reina     | ¿? episodios  |
| 2024            | Mano de hierro             | Netflix        | Cristina              | 4 episodios   |

### Videoclips
Año 2001 "Completo Incompleto" de Jarabe de Palo. 
Año 2008 "Siempre tú" de OBK.
Año 2009 "Tu mano dirá" de Miguel Bosé.
Año 2013 "Cheque al portamor" de Melendi.

### Publicidad
- 2012 para Movistar.
- 2014 Seat León Cupra.
- 2014 Anuncio Pleno Tisanas - Estado de espírito em estado líquido.

- 2019 Aqua Service.

### Obras de teatro
- 2011. Los pecados en Shakespeare. Dirección: Tamzin Townsend.

- 2013. Juicio a Don Juan. Dirección: Didier Otaola.
- 2014. Los Cenci, en Festival de Almagro
- 2014. Relaciones la serie.
- 2015. Ella(s) de Neil Labute. Dirección: Maribel Ripoll.
- 2015. Water ego. Micromusical. Texto y dirección: Marta Belmonte y Bibiana Monje.
- 2016 y 2017. La Celestina. Dirección: José Luis Gómez.
- 2018. La cura. Vestuario y ayudante artístico: Marta Belmonte. Dirección: Bibiana Monje.
- 2022. El orden de las cosas. Idea original, autoría y dirección: Marta Belmonte.
- 2022. La cofradía de las invisibles: una bendición al vuelo. Dirección: Xus de la Cruz.
- 2023 y 2024. Cielos. Dirección: Sergio Peris-Mencheta.

## Reconocimientos
- En 2006 presentó el ensayo cinematográfico que recibió el  Premio Goya a la mejor película documental ¨Cineastas contra magnates¨.[4]
- En 2007 el documental, ¨Cineastas en acción¨, en el que había colaborado, recibió el Premio Goya a la mejor película documental.[5]
- En 2024 la serie televisiva "Sueños de Libertad" donde interpreta exitosamente a doña Marta de la Reina, recibe el premio a la "Serie más popular", galardón otorgado por el público, del Festival Internacional de Cine de Almería FICAL.